# Tagebau Omai
Der Tagebau Omai ist ein guyanisches Goldbergwerk in der Region Cuyuni-Mazaruni. In den 1990er-Jahren war er das zweitgrößte Goldbergwerk Südamerikas. Mittlerweile sind die größten Goldproduzenten Südamerikas Peru (140 t/Jahr), Brasilien (80 t/Jahr) und Chile (46 t/Jahr). Guyana liegt mit 12 t/Jahr an vierter Stelle.

## Geschichte
Erster Bergbau auf Gold begann 1896. Seit 1993 wird in großem Stil und mit moderner Technik Tagebau betrieben. Die Jahresförderung beträgt etwa 345.000 Unzen (entspricht 10,7 t) Gold. Zwischen 1993 und der vorübergehenden Stilllegung 2005 wurden 4 Millionen Unzen Gold gefördert. 2011 wurde die Grube vom Bergwerkunternehmen Mahdia Gold Corp. übernommen und der Betrieb wieder aufgenommen.

## Aufbereitung
Das Gold wird mit Cyanid aus dem Erz gelaugt, wobei große Mengen Abwässer und Schlamm entstehen, die mit Blausäure und ihren Salzen (Cyanide) kontaminiert sind. Typischerweise werden 13.000 Tonnen Erz pro Tag gelaugt.

## Dammbruch 1995
Das Schlammabsetz- und Lagerbecken für die Abwässer liegt nördlich der Grube in einem kleinen Tal, welches zum Fluss Omai hin durch einen Erddeich abgeriegelt ist. Nach zwei Jahren Betriebszeit brach dieser Damm am 20. August 1995 und es gelangten 2,5 Millionen Kubikmeter cyanidhaltiges Abwasser in den Omai. Eine sofort begonnene Notgrabung eines Kanals zwischen dem Abwasserbecken und dem Haupttagebau sorgte dafür, dass weitere 1,2 Millionen Kubikmeter Abwasser nicht in den Fluss gelangten, sondern in den aktiven Tagebau flossen.
Innerhalb von 4,5 Tagen war ein neuer Kofferdamm errichtet worden, so dass keine weitere Verschmutzung des Omai stattfand. Die giftigen Abwässer gelangten vom Omai in den Essequibo und schließlich in den Atlantik. Sie lösten in beiden Flüssen ein Fischsterben aus. Nach einer sechsmonatigen Betriebsunterbrechung wurde die Förderung Anfang 1996 wieder aufgenommen.